# Cimicodes angustipennis
Cimicodes angustipennis là một loài bướm đêm trong họ Geometridae.